# پائولو کالابرزی
پائولو کالابرزی (ایتالیایی: Paolo Calabresi؛ زادهٔ ۱۷ ژوئن ۱۹۶۴) بازیگر اهل ایتالیا است. وی بازیگری را در رم فرا گرفت و کارش را با تئاتر و همکاری با هنرمندانی چون جورجو استلر، ماریو میسیرولی و جورجو آلبرتاتسی آغاز کرد.
از فیلم‌ها یا برنامه‌های تلویزیونی که وی در آن نقش داشته است می‌توان به آقای ریپلی بااستعداد، ربوده‌شده، موسی، پادره پیو: مرد کرامات، حوزه استحفاظی، من با یک پلیس ازدواج کردم، نهار یکشنبه، اتوبوس شب، یک کریسمس شگفت‌انگیز، مکاتبه، و دیابولیک: تو کی هستی؟ اشاره کرد.